# Powiat Rishiri
Powiat Rishiri (jap. 利尻郡 Rishiri-gun) – powiat w Japonii, w prefekturze Hokkaido, w podprefekturze Sōya. W 2024 roku liczył 4176 mieszkańców.

## Miejscowości
- Rishiri
- Rishirifuji